# Государственный совет Нидерландов

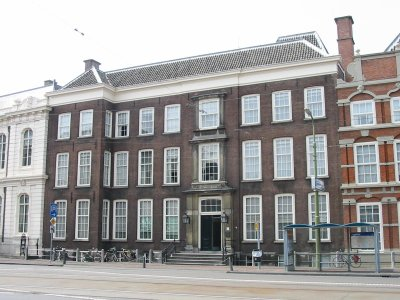
Здание Госсовета в Гааге, июнь 2003 года

Государственный совет Нидерландов (нидерл. Raad van State) — консультативный орган при правительстве Нидерландов, состоящий из членов королевского дома и назначенных Короной (король + Совет министров Нидерландов) лиц, обычно имеющий значительный политический или военный опыт.
Перед внесением законопроектов в Генеральные штаты правительство должно консультироваться с Госсоветом. Административно-правовой отдел Госсовета действует также как апелляционный суд, куда граждане могут обращаться с жалобой на решения исполнительной власти. Председателем Госсовета по Конституции является монарх, однако он редко председательствует в нём, обычно это делает заместитель председателя Совета. Заместитель председателя Государственного совета становится исполняющим обязанности главы государства в случае пресечения королевской династии или иной чрезвычайной ситуации.
Согласно Конституции Нидерландов,

73-1. Государственный совет или отдельные члены Государственного совета представляют рекомендации по законопроектам, принимают общие административные правила и выносят на одобрение Генеральных штатов международные договоры. Отклонение указанных рекомендаций допускается в случаях, установленных Актом парламента.
73-2. Государственный совет или отдельные члены Государственного совета имеют право расследовать обстоятельства административных споров, решения по которым принимаются указом Короля, и представлять рекомендации по их разрешению.
73-3. Государственный совет или отдельные члены Государственного совета могут быть наделены правом принятия решений по административным спорам в порядке, установленном Актом парламента.
74-1. Король является председателем Государственного совета. Наследник престола имеет право участвовать в заседании Совета по достижении 18-летнего возраста. Остальные члены королевского дома могут получить право быть членами Государственного совета по Акту парламента.
74-2. Члены Совета назначаются на должность указом Короля и пребывают в указанной должности пожизненно.
74-3. Членство в Совете прекращается в силу отставки либо достижения предельного возраста, установленного Актом парламента.
74-4. Члены Совета могут быть отстранены от должности либо уволены с должности в случаях, установленных Актом парламента.
74-5. Остальные вопросы правового статуса членов Совета устанавливаются Актом парламента.

75-1. Организация, состав и полномочия Государственного совета устанавливаются Актом парламента.
75-2. Дополнительные полномочия Государственного совета или отдельных его членов могут быть установлены Актом парламента.